# Clastoptera antica
Clastoptera antica är en insektsart som beskrevs av Fowler 1898. Clastoptera antica ingår i släktet Clastoptera och familjen Clastopteridae. Inga underarter finns listade i Catalogue of Life.